# 上村英樹

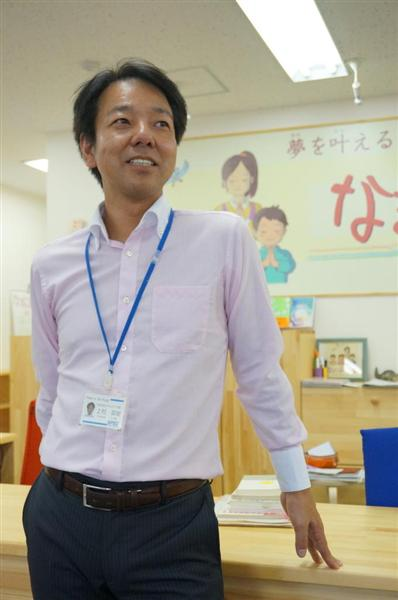
上村英樹近景（2015年10月産経新聞掲載写真）

上村 英樹（かみむら ひでき、1972年8月25日 - ）は、大阪府出身の実業家、作家。ビジネスプロデューサー。

## 人物、略歴
1972年大阪生まれ。大阪府立東住吉高等学校、関西大学経済学部卒業後、JR西日本に就職。
1997年8月、父親の癌が再発したことを機にJR西日本を退社。
1997年9月、スペックコーポレーション（現 スペック）を設立。
学生時代のアルバイト経験をもとに、ガソリンスタンド向けの人材派遣と教育サービス事業を開始。その後、静岡の鈴与グループオーナー鈴木与平との出会いを経て、同社グループとの共同出資会社を2社の代表を務める。
2003年には、米国サンフランシスコの日系不動産会社が展開する事業会社に参画。ナパバレー近くの温泉地カリストーガでホテル業を営みながら、持株会社の共同オーナーとなる。その後、いずれもの提携解消とともに役職も辞任する。
2013年8月、友人の作曲家らとボランティアウクレレユニット「大阪ウクレレスターズ」を結成して、主に関西で演奏活動を行う。
2014年4月、一社）太陽光発電安全保安協会の理事に就任。
2015年6月、学童保育施設のなるには學問堂を開設して学長に就任。
2015年10月、経営者向けの私塾心學塾を開講して塾長に就任。
2022年10月、ラジオ関西「Story Voice」でパーソナリティーを務める。
現在は、スペックグループの代表として活動しており、著作活動も行っている。
スタイリスト西ゆり子らとともに、1999年から始まった癌患者サポートチャリティの主催者である。

## 経営者
肩書きは、ストーリーデザイナー。ビジネス書作家。現在は、４社の企業オーナーとして人や組織の好転を演出する活動を行なっている。主に、人の心を動かす経営メソッド「ストーリー経営」を提唱し、自ら率いるスペックグループで、商標ブランディングや資格スクール「合格するまで面倒みます！」、エネルギーサービス事業を通じて、環境負荷を軽減するビジネスの普及に努める。また、「好転の演出」をスローガンに掲げ、積極的に人材・教育の分野に進出し、共働き家庭をサポートする「アフタースクール」と和の精神を持った国際人を養成する「天才教育の塾」をコンセプトとする児童向けの学童保育施設「なるには學問堂」、およびビジネスに帝王学を取り入れた大人向けの私塾「心學塾」を主催している。ストーリーデザイナーとしては、主に、ビジネスシーンのシナリオライターとして中小企業向けファン獲得をサポートしている。保有する登録商標は、個人法人を合わせて100を超える。

## エピソード

### 生い立ち
大阪市平野区の風呂無し団地育ち。小学5年生から産経新聞の夕刊を配っていた。アルバイト代の一部を家に入れ、残りのほぼ全額を好きだった映画鑑賞に費やしていた。当時、映画鑑賞で見つけた夢はパイロットになることだったという。

### 大学浪人時代のアルバイト
大阪芦原橋のガソリンスタンドに面接に行き、会話もそこそこに即採用。そこには、新人のアルバイトに無理難題を吹っかける常連客がいた。初日の勤務早々、「兄ちゃん。このベンツ、ちょっとの間、置いとってくれや！」。その一言でパニックに陥る。先輩の指示に従い、この車を無事にお客様に引き渡すためにあらゆる手段を講じて事務を処理をした。この日以来、悪質なトラブルやクレームの捌き方のコツを学んでいったという。

### なるには學問堂の開設ー「小一の壁」
自身にも3人の子供があり、日課は子ども全員の入浴と歯磨きという。長男の小学進学時にいわゆる「小一の壁」を経験する。一般の学童保育は午後６時までに学校へ迎えにいかなければならず、配偶者は５時半に退社しなければならなかったのだ。そうした自らの体験を元に開設したのがなるには學問堂であった。

### 考え方の転機
以前は、一般の会社と同様に、会社の目標を売上高とか従業員とか数値ばかりに重きを置いていた。子供のアトピーが酷く、その原因は夫妻のこれまでの食生活にある、ということを医師に指摘され、子供たちに残せるものが何かを考えた時、経営に『環境』は外せないという考えに至った。

### なるにはの夢
「誰にでもその人だけ の「天才」が備わっていると思います。子どもの眠れる力を最大限に引き出せるように心がけています」と語る。日頃から、「なるには」の子どもたちに「夢を語ろう」と説いており、自身の夢は、「『なるには』を卒業した子どもたちが社会人になって、『学童を手伝いたい』と言ってスペックの社員としてここに帰ってきてくれるような、魅力的な会社にしていくことです」と胸を張って語っている。

### 心學塾の夢
上村塾長は「もっと多くの人たちに参加いただこうと、仕事やプライベートを通じて”叶えたい夢を実現しよう、やりたいことをやろう”といった内容を盛り込むことにした。1～2ヶ月に一つ、塾生などの仲間たち、そして塾に関わる人たちがやりたいことを実現する実践会、例えば”京セラドーム大阪で草野球がやってみたい”といったような、大きなことから小さいことまでみんなでやってみる企画も行いたい」と話す。

### Story Voice　～100年繁盛を目指して奮闘する、ちょっといい話～
２０２２年１０月からパーソナリティを務めるStory Voiceは、上村氏と、上村氏とつながりのある複数の企業家がパーソナリティーとして登場し、それぞれ最近の出来事などを語るラジオ番組である。同番組を通じて「中小企業社長のあくなき挑戦を、笑いを交えてトーク番組で伝えていきたい」、「100年企業の経営者らに教わった経営哲学をいまも実践している。自らを含む職員の健康への取り組みや新たなビジネスの挑戦は失敗の連続だが、その継続こそが100年企業への近道と思っている。日常の気づきや出会い、見聞旅行などと合わせて、中小企業社長らが奮闘する姿を伝えて、世の社長や経営参謀らにエールを贈りたい」と語る。

## 著書
- 「ストーリー経営」（日刊工業新聞社） ISBN 9784526069185
- 「ストーリーPR術」（日刊工業新聞社） ISBN 9784526067747
- 「ストーリー就活術」（日刊工業新聞社） ISBN 9784526067242
- 「商標ブランディング」（日刊工業新聞社） ISBN 9784526065866
- 「Storytelling PR: How to Multiply Your Fans through Social Media in Japanese Style」（CreateSpace） ISBN 9781475276459

## 著書プロデュース
- 「うかるぞ乙四危険物取扱者」乙四ドットコム著（週刊住宅新聞社）ISBN 9784784813476
- 「うかるぞ乙四危険物取扱者 実践速攻問題集」乙四ドットコム著（週刊住宅新聞社） ISBN 9784784813483
- 「うかるぞ第1種衛生管理者 過去＆重要問題集」衛生管理ドットネット著（週刊住宅新聞社） ISBN 9784784813469
- 「消防設備士 甲種/乙種第4類合格教本」消防設備ドットコム著（技術評論社） ISBN 9784774148625
- 「2級ボイラー技士合格教本」ボイラー技士ドットコム著（技術評論社） ISBN 9784784813469
- 「進学マネー術」首藤寛之著（日刊工業新聞社） ISBN 9784526072413
- 「消防設備士6類 徹底図解テキスト&問題集」消防設備ドットコム著（ナツメ社） ISBN 9784816361128
- 「楽学 乙四危険物取扱者」乙四ドットコム著（住宅新報出版）ISBN 9784909683670